# Дајцисау
Дајцисау (њем. Deizisau) општина је у њемачкој савезној држави Баден-Виртемберг. Једно је од 44 општинска средишта округа Еслинген. Према процјени из 2010. у општини је живјело 6.504 становника. Посједује регионалну шифру (AGS) 8116014.

## Географски и демографски подаци
Дајцисау се налази у савезној држави Баден-Виртемберг у округу Еслинген. Општина се налази на надморској висини од 270 метара. Површина општине износи 5,2 km². У самом мјесту је, према процјени из 2010. године, живјело 6.504 становника. Просјечна густина становништва износи 1.258 становника/km².